# Stephen Baldwin
Stephen Andrew Baldwin, mais conhecido como Stephen Baldwin, (Massapequa, 12 de maio de 1966) é um ator, diretor, produtor e ativista norte-americano

## Biografia
Baldwin nasceu em Massapequa, no estado de Nova York. É filho de Carol Newcomb e irmão dos notáveis atores Alec Baldwin, Daniel Baldwin e William Baldwin, por vezes coletivamente conhecidos como os irmãos Baldwin. Cresceu em uma família de católicos romanos de ascendência irlandesa, inglesa e francesa. É casado com Kenya Deodato Baldwin, filha do pianista, arranjador, produtor musical e compositor brasileiro Eumir Deodato. Ele e Kenya são pais da top model Hailey Baldwin.
Stephen Baldwin iniciou sua carreira desempenhando pequenos papéis em shows como Kate and Allie, America's Most Wanted e Family Ties, antes de seu primeiro papel em um longa-metragem no filme The Beast, em 1988.
A partir deste papel, passou a participar em 1989 de outros trabalhos como os filmes Last Exit to Brooklyn e Nascido em 4 de Julho, além da série televisiva The Young Riders.
Em 1995 fez o papel de "Michael McManus" no filme Os Suspeitos, e em 2000 o filme Os Flintstones em Viva Rock Vegas, no papel de "Barney Rubble".

Em 2017 o ator concedeu uma entrevista ao The Hollywood Reporter, revelando que os produtores falam abertamente que querem distância dele e de sua bíblia (a Bíblia Sagrada). 
“É lamentável que, porque eu aceitei Jesus há 15 anos, há muitos em Hollywood que não estão dispostos a trabalhar comigo. Isso não é um palpite. Os produtores me disseram que eles chegaram a levar meu nome para uma reunião e a resposta foi: ‘De jeito nenhum, não vamos trazer esse cara e sua Bíblia aqui’”, contou ao The Hollywood Reporter.
“Eu tenho amigos realmente inteligentes que estão tendo muito sucesso como produtores, escritores e financiadores, e eles mantêm opiniões conservadoras, mas não podem falar sobre isso”, acrescentou ele. “Há um grande círculo eleitoral em Hollywood que votou em Trump, mas essas pessoas jamais vão admitir isso”, Baldwin também falou sobre testemunhar vários outros nomes da industria hollywoodiana, que confessaram em segredo, serem simpatizantes do republicano Donald Trump, mas que não expressam suas convicções por medo de prováveis retaliações da indústria cinematográfica de Hollywood.

## Filmografia

#### Filmes
| Ano  | Título                             | Papel                        |
| ---- | ---------------------------------- | ---------------------------- |
| 1988 | Homeboy                            | Luna Park Drunk              |
| 1988 | The Beast                          | Anthony Golikov              |
| 1989 | Last Exit to Brooklyn              | Sal                          |
| 1989 | Casualties of War                  | Soldado                      |
| 1989 | Born on the Fourth of July         | Billy Vorsovich              |
| 1992 | Crossing the Bridge                | Danny Morgan                 |
| 1993 | Posse                              | Jimmy J. "Little J." Teeters |
| 1993 | Bitter Harvest                     | Travis                       |
| 1994 | Threesome                          | Stuart                       |
| 1994 | 8 Seconds                          | Tuff Hedeman                 |
| 1994 | A Simple Twist of Fate             | Danny Newland                |
| 1994 | Mrs. Parker and the Vicious Circle | Roger Spalding               |
| 1995 | Fall Time                          | Leon                         |
| 1995 | The Usual Suspects                 | Michael McManus              |
| 1995 | Under the Hula Moon                | Buzzard Wall                 |
| 1996 | Bio-Dome                           | Doyle Johnson                |
| 1996 | Fled                               | Dodge                        |
| 1996 | Crimetime                          | Bobby Mahon                  |
| 1998 | Half Baked                         | McGayver Smoker              |
| 1998 | Scar City                          | John Trace                   |
| 1998 | One Tough Cop                      | Bo Dietl                     |
| 1999 | Friends & Lovers                   | Jon                          |
| 1999 | The Sex Monster                    | Murphy                       |
| 1999 | Absence of the Good                | Caleb Barnes                 |
| 2000 | Mercy                              | Mecânico                     |
| 2000 | The Flintstones in Viva Rock Vegas | Barney Rubble                |
| 2001 | XChange                            | Clone #1 / Toffler 3         |
| 2001 | Protection                         | Sal                          |
| 2001 | Dead Awake                         | Desmond Caine                |
| 2001 | Zebra Lounge                       | Jack Bauer                   |
| 2002 | Spider's Web                       | Clay Harding                 |
| 2002 | Slap Shot 2: Breaking the Ice      | Sean Linden                  |
| 2003 | Silent Warnings                    | Cousin Joe Vossimer          |
| 2003 | Lost Treasure                      | Bryan McBride                |
| 2004 | Target                             | Charlie Snow                 |
| 2004 | Six: The Mark Unleashed            | Luke                         |
| 2006 | The Genius Club                    | Rory Johnson                 |
| 2007 | Fred Claus                         | Himself                      |
| 2008 | The Flyboys                        | Silvio Esposito              |
| 2008 | Shark in Venice                    | David Franks                 |
| 2010 | Let the Game Begin                 | Max Rockinsky                |
| 2012 | Dino Time                          | Surly (voz)                  |
| 2013 | I'm in Love with a Church Girl     | Jason McDaniels              |
| 2015 | Magi                               | Burga                        |
| 2015 | Faith of Our Fathers               | Mansfield                    |